# (21389) Pshenichka
(21389) Pshenichka (1998 FX27) – planetoida z pasa głównego asteroid okrążająca Słońce w ciągu 3,27 lat w średniej odległości 2,2 j.a. Odkryta 20 marca 1998 roku.